# Championnat du pays de Galles de football 2008-2009
Navigation
Saison précédente Saison suivante
La saison 2008-2009 de Welsh Premier League était la dix-septième édition de la première division galloise.
Lors de cette saison, le Llanelli AFC a tenté de conserver son titre de champion face aux dix-sept meilleurs clubs gallois lors d'une série de matchs se déroulant sur toute l'année.
Les dix-huit clubs participants au championnat ont été confrontés à deux reprises aux dix-sept autres.
La Coupe Intertoto ayant vu sa dernière édition en 2008, seules trois places étaient qualificatives pour les compétitions européennes, la quatrième place étant celles du vainqueur de la Coupe du pays de Galles 2008-2009.
C'est le Rhyl FC qui a été sacré champion du pays de Galles pour la deuxième fois.

## Qualifications en coupe d'Europe
À l'issue de la saison, le champion s'est qualifié pour le 2e tour de qualification des champions de la Ligue des champions 2009-2010.
Le vainqueur de la  Coupe du pays de Galles a pris la première place en Ligue Europa 2009-2010. Les deux autres places sont revenues au deuxième et au troisième du championnat.

## Les 18 clubs participants

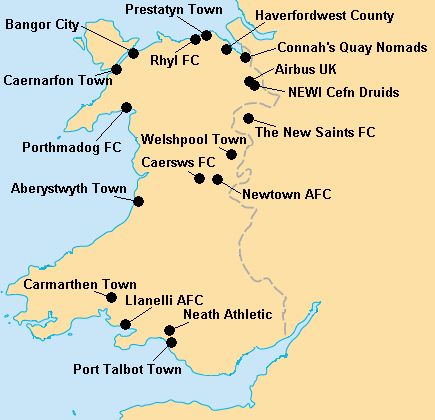
Localisation des clubs engagés dans le championnat.

| Club                         | Stade                | Capacité | Ville         |
| ---------------------------- | -------------------- | -------- | ------------- |
| Aberystwyth Town             | Park Avenue Ground   | 2100     | Aberystwyth   |
| Airbus UK                    | Airbus UK            | 1000     | Broughton     |
| Bangor City                  | Farrar Road          | 1500     | Bangor        |
| Caernarfon Town              | The Oval             | 6000     | Caernarfon    |
| Caersws FC                   | Recreation Ground    | 3000     | Caersws       |
| Carmarthen Town              | Richmond Park        | 3000     | Carmarthen    |
| Connah's Quay Nomads         | Halfway Ground       | 3000     | Connah's Quay |
| Haverfordwest County         | Newbridge Meadow     | 2000     | Haverfordwest |
| Neath Athletic               | The Gnoll            | 7000     | Neath         |
| Prestatyn Town Football Club | Bastion Road         | 1000     | Prestatyn     |
| Llanelli AFC                 | Stebonheath Park     | 3700     | Llanelli      |
| Cefn Druids                  | Plaskynaston Lane    | 2500     | Wrexham       |
| Newtown AFC                  | Latham Park          | 4300     | Newtown       |
| Port Talbot Town             | Victoria Road Ground | 2000     | Port Talbot   |
| Porthmadog FC                | Y Traeth             | 4000     | Porthmadog    |
| Rhyl FC                      | Belle Vue            | 4000     | Rhyl          |
| The New Saints FC            | Park Hall            | 2000     | Oswestry      |
| Welshpool Town               | Maes Y Dre           | 3000     | Welshpool     |

## Compétition

### Classement
Le classement est établi sur le barème de points classique (victoire à 3 points, match nul à 1, défaite à 0).
Pour départager les égalités, on tient d'abord compte de la différence de buts générale, puis du nombre de buts marqués, puis des confrontations directes et enfin si la qualification ou la relégation est en jeu, les deux équipes jouent une rencontre d'appui sur terrain neutre.
| Rang | Équipe                | Pts | J  | G  | N  | P  | Bp | Bc | Diff |
| ---- | --------------------- | --- | -- | -- | -- | -- | -- | -- | ---- |
| 1    | Rhyl FC               | 90  | 34 | 29 | 3  | 2  | 95 | 29 | +66  |
| 2    | Llanelli AFC (T)      | 83  | 34 | 26 | 5  | 3  | 98 | 38 | +60  |
| 3    | The New Saints FC (L) | 71  | 34 | 20 | 11 | 3  | 79 | 27 | +52  |
| 4    | Carmarthen Town       | 62  | 34 | 19 | 5  | 10 | 52 | 47 | +5   |
| 5    | Port Talbot Town      | 56  | 34 | 16 | 8  | 10 | 59 | 48 | +11  |
| 6    | Bangor City (C)       | 55  | 34 | 16 | 7  | 11 | 58 | 40 | +18  |
| 7    | Haverfordwest County  | 55  | 34 | 16 | 7  | 11 | 53 | 39 | +14  |
| 8    | Aberystwyth Town      | 46  | 34 | 12 | 10 | 12 | 51 | 50 | +1   |
| 9    | Connah's Quay Nomads  | 41  | 34 | 12 | 5  | 17 | 49 | 65 | -16  |
| 10   | Newtown AFC           | 40  | 34 | 10 | 10 | 14 | 46 | 54 | -8   |
| 11   | Welshpool Town        | 40  | 34 | 11 | 7  | 16 | 48 | 70 | -22  |
| 12   | Airbus UK             | 39  | 34 | 12 | 3  | 19 | 47 | 57 | -10  |
| 13   | NEWI Cefn Druids      | 34  | 34 | 9  | 7  | 18 | 57 | 74 | -17  |
| 14   | Neath Athletic (P)    | 34  | 34 | 10 | 4  | 20 | 43 | 65 | -22  |
| 15   | Prestatyn Town(P)     | 33  | 34 | 8  | 9  | 17 | 48 | 70 | -22  |
| 16   | Porthmadog FC         | 32  | 34 | 10 | 2  | 22 | 57 | 91 | -34  |
| 17   | Caersws FC            | 25  | 34 | 6  | 7  | 21 | 28 | 61 | -33  |
| 18   | Caernarfon Town       | 23  | 34 | 5  | 8  | 21 | 32 | 73 | -41  |

| Légende : Qualifications et relégations | Légende : Qualifications et relégations |
| --------------------------------------- | --- |
|                                         | Ligue des champions de l'UEFA 2009-2010 (2e Tour de qualification des champions)                                                               |
|                                         | Ligue Europa 2009-2010 (2e Tour de qualification)                                                                                              |
|                                         | Ligue Europa 2009-2010 (1er Tour de qualification)                                                                                             |
|                                         | Relégation en Cymru Alliance League Relégation en Welsh First Division                                                                         |
|                                         | (T) : Tenant du titre 2007-2008 (P) : Promu en 2007-2008 (C) : Vainqueur de la Coupe du pays de Galles (L) : Vainqueur de la Coupe de la Ligue |

### Matchs
| Résultats (▼dom., ►ext.)                                   | Abe | Air | Ban | CaT | CaF | Car | Con | Por | Hav | Lla | Nea | Cef | New | Pta | Pre | Rhy | TNS | Wel |
| Aberystwyth Town                                           |     | 1-0 | 1-2 | 3-1 | 2-2 | 0-3 | 1-1 | 5-2 | 0-3 | 1-1 | 6-2 | 1-1 | 2-0 | 1-1 | 2-1 | 0-1 | 2-2 | 0-2 |
| Airbus UK                                                  | 1-2 |     | 2-3 | 4-3 | 0-2 | 0-1 | 0-0 | 0-3 | 2-4 | 0-4 | 4-3 | 1-0 | 3-1 | 1-1 | 1-1 | 1-3 | 1-0 | 5-0 |
| Bangor City                                                | 0-0 | 1-0 |     | 1-1 | 3-0 | 2-0 | 6-0 | 1-0 | 1-1 | 0-2 | 0-1 | 4-2 | 1-2 | 4-2 | 1-1 | 0-2 | 0-0 | 0-2 |
| Caernarfon Town                                            | 1-0 | 0-2 | 0-2 |     | 2-2 | 1-3 | 0-2 | 0-2 | 0-1 | 0-5 | 1-0 | 4-2 | 0-0 | 2-4 | 1-1 | 0-1 | 0-5 | 2-3 |
| Caersws FC                                                 | 1-3 | 1-3 | 0-1 | 1-0 |     | 0-2 | 0-1 | 3-2 | 1-0 | 0-2 | 0-0 | 1-2 | 1-1 | 4-2 | 1-2 | 0-3 | 2-6 | 0-1 |
| Carmarthen Town                                            | 2-1 | 1-0 | 3-1 | 2-1 | 1-1 |     | 2-0 | 1-0 | 3-0 | 1-4 | 5-2 | 1-0 | 0-0 | 1-1 | 1-0 | 1-2 | 2-3 | 0-1 |
| Connah's Quay Nomads                                       | 1-2 | 2-3 | 1-3 | 1-1 | 1-0 | 1-3 |     | 3-1 | 2-1 | 3-1 | 5-0 | 2-3 | 3-3 | 0-2 | 3-1 | 2-3 | 0-2 | 1-0 |
| Porthmadog FC                                              | 4-1 | 3-4 | 0-6 | 1-3 | 0-1 | 1-3 | 6-5 |     | 2-1 | 3-3 | 1-4 | 2-3 | 3-1 | 1-2 | 3-2 | 0-3 | 2-2 | 2-1 |
| Haverfordwest County                                       | 5-1 | 3-0 | 0-2 | 1-1 | 2-0 | 1-1 | 2-0 | 4-2 |     | 0-1 | 2-0 | 1-1 | 1-0 | 0-1 | 3-1 | 1-3 | 2-2 | 3-1 |
| Llanelli AFC                                               | 3-0 | 3-2 | 4-3 | 3-2 | 3-0 | 5-2 | 4-1 | 5-0 | 2-1 |     | 2-1 | 1-1 | 3-1 | 2-0 | 6-1 | 0-1 | 1-1 | 4-1 |
| Neath Athletic (en)                                        | 0-4 | 3-1 | 0-1 | 2-1 | 0-0 | 2-0 | 0-1 | 3-0 | 1-1 | 0-3 |     | 1-0 | 3-0 | 2-3 | 2-0 | 2-2 | 1-4 | 3-2 |
| NEWI Cefn Druids                                           | 2-5 | 0-2 | 1-0 | 0-1 | 3-1 | 1-2 | 6-0 | 2-4 | 0-1 | 0-4 | 3-1 |     | 2-3 | 1-1 | 3-2 | 2-4 | 0-1 | 3-3 |
| Newtown AFC                                                | 2-1 | 0-1 | 1-3 | 2-2 | 0-0 | 2-3 | 1-2 | 2-0 | 4-2 | 2-6 | 2-0 | 4-0 |     | 1-0 | 1-1 | 1-2 | 0-0 | 4-1 |
| Port Talbot Town                                           | 1-1 | 2-1 | 2-1 | 1-0 | 2-0 | 0-0 | 0-2 | 1-3 | 1-2 | 4-6 | 2-0 | 3-2 | 1-2 |     | 3-1 | 2-2 | 0-0 | 4-0 |
| Prestatyn Town FC                                          | 1-0 | 2-1 | 2-2 | 5-0 | 3-2 | 1-2 | 1-1 | 5-2 | 0-1 | 0-1 | 1-0 | 3-3 | 1-0 | 0-3 |     | 1-4 | 1-4 | 2-2 |
| Rhyl FC                                                    | 0-0 | 1-0 | 4-1 | 4-0 | 3-1 | 3-0 | 2-0 | 2-0 | 2-0 | 5-1 | 4-2 | 3-4 | 3-0 | 2-3 | 7-2 |     | 2-1 | 7-1 |
| The New Saints FC                                          | 1-1 | 1-0 | 2-1 | 6-0 | 4-0 | 8-0 | 2-1 | 6-0 | 0-0 | 0-0 | 2-1 | 4-1 | 1-1 | 2-0 | 2-0 | 0-3 |     | 3-1 |
| Welshpool Town                                             | 0-1 | 2-1 | 1-1 | 1-1 | 1-0 | 2-0 | 3-1 | 3-2 | 1-3 | 1-3 | 2-1 | 3-3 | 2-2 | 1-2 | 2-2 | 0-2 | 1-2 |     |
| - Victoire à domicile - Match nul - Victoire à l'extérieur |     |     |     |     |     |     |     |     |     |     |     |     |     |     |     |     |     |     |

## Bilan de la saison
| Tableau d'Honneur       |                   |
| Compétition             | Vainqueur         |
| Welsh Premier League    | Rhyl FC           |
| Coupe du pays de Galles | Bangor City       |
| Coupe de la Ligue       | The New Saints FC |
| FAW Cup                 | Aucun             |

| Qualifications européennes 2009-2010   |                                |
| Ligue des champions                    | Qualifiés                      |
| 2e tour de qualification des champions | Rhyl FC                        |
| Ligue Europa                           | Qualifiés                      |
| 2e tour de qualification               | Bangor City                    |
| 1er tour de qualification              | Llanelli AFC The New Saints FC |

| Promotions et relégations                                          |                                  |
| Relégués en Cymru Alliance League Relégués en Welsh First Division | Caernarfon Town Caersws FC       |
| Promus de Cymru Alliance League Promus de Welsh First Division     | Bala Town Aberaman Athletic (en) |

## Statistiques

### Meilleurs buteurs
| #  | Buteurs             | Clubs                | Nb de Buts |
| -- | ------------------- | -------------------- | ---------- |
| 1  | Rhys Griffiths      | Llanelli AFC         | 31         |
| 2  | Martin Rose         | Port Talbot Town     | 25         |
| 3  | Marc Lloyd-Williams | Porthmadog FC        | 24         |
| 4  | Chris Sharp         | Bangor City          | 20         |
| 4  | Neil Roberts        | Rhyl FC              | 20         |
| 4  | Jack Christopher    | Haverfordwest County | 20         |
| 7  | John Toner          | The New Saints FC    | 18         |
| 8  | Steve Rogers        | Welshpool Town       | 15         |
| 8  | Paul Roberts        | Welshpool Town       | 15         |
| 10 | Nick Woodrow        | Haverfordwest County | 14         |